# نقض حقوق منداییان در جمهوری اسلامی ایران
حقوق شمار چشمگیری از منداییان توسط نظام جمهوری اسلامی ایران نقض شده‌است که برخی از آن موارد از سوی شماری از رسانه‌های خبری و سازمان‌های پشتیبان حقوق بشر، گزارش شده‌است و در این نوشتار، بخش‌هایی از آن گزارش‌ها آمده‌است. همچنین، در اصل ۱۳ قانون اساسی جمهوری اسلامی، این اقلیت، به صورت علنی به رسمیت شناخته نشده‌اند.

## پیشینه دین مندایی
مندائیان (صابئین، تعمیدیان، صُبّی‌ها)، پیروان یحیی هستند که در کنار رودخانه‌های کارون، دجله و فرات زندگی می‌کنند.
دین مندایی، قدمتی تقریباً ۴ هزار ساله دارد.
برخی، آنان را همان «صابئین» مورد نظر قرآن می‌دانند و برخی دیگر، نه.
یکی از مهم‌ترین جشن‌های دینی منداییان، «پروانایا» (جشن آفرینش) نام دارد که هم‌زمان با نوروز، آغاز شده و در کنار رودخانه و با انجام غسل تعمید برگزار می‌شود.

### کتاب دینی
کتاب دینی منداییان گنزا ربا است.

### نام پرستشگاه
معبد منداییان «مَندی» نام دارد.

### جاهای زیست
مندائیان در ایران، عراق، اسرائیل (فلسطین)، استرالیا، آمریکا، کانادا و برخی از کشورهای اروپایی زندگی می‌کنند.

### آمار منداییان
جمعیت منداییان ایران ۲۵ هزار تا حدود ۲۰۰ هزار نفر برآورد شده که بیشتر در اهواز زندگی می‌کنند؛
با این حال، ساهی خمیسی، نویسنده، پژوهشگر و عضو سابق انجمن صابئین مندایی می‌گوید که به دلیل مسائل امنیتی و ترس مندائیان هیچ آمار درستی از جمعیت آنان در ایران وجود ندارد.

## پیشینهٔ نقض حقوق منداییان
«همکیشان ما [منداییان ایران] در نوعی از ترس و واهمه، زندگی می‌کنند؛ خیلی‌ها فامیلی‌هایشان را هم عوض کردند که بتوانند کاری دست و پا کنند؛ اما باز [به دلیل وجود ممنوعیت‌ها در حکومت جمهوری اسلامی] نتوانستند و مجبور شدند به شهرهای دیگر و در نهایت به کشورهای دیگر مهاجرت کنند…؛ ما را هیچ‌کجا استخدام نمی‌کنند، نمی‌توانیم معلم شویم…؛ پزشک ما حق ندارد در بیمارستان، کار کند؛ [حق برخورداری از] دیه نداریم و از کل این مملکت، ما فقط یک کارت شناسایی داریم.» (گفتاورد ساهی خمیسی، عضو پیشین انجمن صابئین مندایی)

حقوق انسانی منداییان اقلیت‌های عقیدتی دیگر از سوی حکومت جمهوری اسلامی نقض می‌شود.

### احضار، بازداشت، شکنجه و زندان
- در ۲۸ فروردین ۱۳۹۷ نیروهای امنیتی ماه یک شهروند عرب مندایی به نام (شیخ) فائز مندائی را در سوسنگرد بازداشت کرده و به نقطه نامعلومی بردند.[۱۷]

### مزاحمت و ممنوعیت فرهنگی، سیاسی، اجتماعی و اقتصادی
- منداییان مانند اقلیت‌های عقیدتی دیگر از حق نامزدی برای ریاست جمهوری محرومند.[۱۸]

### ویران شدن آرامگاه‌ها
1. یکی از رهبران دینی منداییان به نام (گِنزِورا) جبار طاووسی، آرامگاهش در اهواز ویران شد.[۱۹]
2. آرامگاه‌های برخی از منداییان در اهواز بارها تخریب شده‌است.[۱۹]
3. پیش‌تر نیز گورستان منداییان در سوسنگرد نیز ویران شده بود.[۲۰][۲۱]

## تلفات در جنگ
برخی از منداییان در جنگ ۸ ساله ایرانو عراق کشته شدند.

## واکنش‌ها به سرکوب‌ها
- در سال ۱۳۹۹ خورشیدی، سازمان حقوق بشری «آرتیکل ۱۹» از تصویب قانون‌های جدید بر ضد اقلیت‌ها در مجلس شورای اسلامی ایران ابراز نگرانی کرده و در بیانیه‌ای ابراز کرد: بیم آن می‌رود که گروه‌های اقلیت دینی و عقیدتی [غیر دینی] تحت آزار، نظیر بهائیان، یارسان، مندائیان، دراویش و خداناباوران نیز با مراتب شدت‌یافته‌ای از سرکوب و آزار مواجه شوند.[۲۳][۲۴][۲۵]